# Sidney Crosby
Sidney Patrick Crosby, OC, ONS (* 7. August 1987 in Cole Harbour, Nova Scotia) ist ein kanadischer Eishockeyspieler. Der Center steht seit Sommer 2005 bei den Pittsburgh Penguins in der National Hockey League (NHL) unter Vertrag, nachdem diese ihn im NHL Entry Draft 2005 als First Overall Draft Pick ausgewählt hatten. Mit dem Team gewann er in den Playoffs 2009, 2016 und 2017 den Stanley Cup und führt es bereits seit Mai 2007 als Mannschaftskapitän an, als bis dato jüngster Spieler der NHL-Geschichte in diesem Amt. Ferner hält er bei den Penguins bereits eine Reihe von Franchise-Rekorden, darunter für die meisten Spiele und Torvorlagen.
Insgesamt gilt Crosby einhellig als einer der besten Eishockeyspieler aller Zeiten und erhielt bereits eine Reihe von individuellen Auszeichnungen. 2007 und 2014 führte er die NHL als Topscorer an und gewann daher die Art Ross Trophy, ebenso wie die Hart Memorial Trophy und den Lester B. Pearson/Ted Lindsay Award als Most Valuable Player (MVP). Als Playoff-MVP wurde er nach den Stanley-Cup-Erfolgen 2016 und 2017 mit der Conn Smythe Trophy geehrt. Bester Torschütze der Liga wurde er wiederum in den Spieljahren 2010 und 2017, sodass er auch zweimal die Maurice Richard Trophy errang. Zudem errang er bereits weit über 1000 Scorerpunkte; so belegt er aktuell den neunten Rang der ewigen NHL-Scorerliste.
Mit der kanadischen Nationalmannschaft gewann Crosby bei den Olympischen Winterspielen 2010 und 2014 jeweils die Goldmedaille, ebenso wie bei der Weltmeisterschaft 2015, sodass er seither Mitglied des Triple Gold Clubs ist. Er ist dabei der einzige Spieler, der jeden Wettbewerb mindestens einmal als Kapitän gewinnen konnte.

## Karriere

### Erste Schritte (bis 2003)
Sidney Crosby lernte das Schlittschuhlaufen im Alter von drei Jahren und feierte schon früh Erfolge im Eishockeysport. In der Saison 2000/01 ging er für die Cole Harbour Red Wings, eine Mannschaft der Bantam AAA, aufs Eis und erzielte 182 Punkte in 63 Spielen. In fünf Playoffspielen gelangen ihm weitere 16 Scorerpunkte. Mit 14 Jahren führte er seine Mannschaft, die Dartmouth Subways, ins Finale der nationalen kanadischen Meisterschaft und wurde als wertvollster Spieler und bester Scorer ausgezeichnet. Im Jahr darauf besuchte er das Shattuck Mary’s-Internat im US-Bundesstaat Minnesota mit dessen Eishockeymannschaft er die US-Meisterschaften gewann. Durch diese Erfolge machte Crosby früh auf sich aufmerksam.

### Erfolge bei den Junioren (2003 bis 2005)
2003 sicherten sich die Océanic de Rimouski aus der kanadischen Juniorenliga Québec Major Junior Hockey League die Rechte an Crosby, als sie ihn an erster Stelle des Midget Draft auswählten. Im gleichen Jahr nahm er mit der Eishockeymannschaft seiner Heimatprovinz, dem Team Nova Scotia, an den Canada Games teil. Crosby führte die Mannschaft als Kapitän und war mit neun Toren und 16 Punkten der beste Scorer des Turniers. Die Mannschaft beendete das Turnier auf dem sechsten Platz. Bereits während dieser Zeit wurde Crosby, vor allem aufgrund seiner auffällig starken Leistungen, immer wieder mit Wayne Gretzky verglichen. Als Rookie erhielt er das Standardgehalt von 35 US-Dollar pro Woche, doch angeblich sollen ihm die Océanic de Rimouski auch eine einmalige Zahlung von 150.000 Dollar entrichtet und eine Anwesenheitsklausel in seinen Vertrag festgesetzt haben. Dies wurde damit begründet, dass eine Saison zuvor das Zuschauerinteresse vergleichsweise unbefriedigend gewesen war und nicht einmal die Hälfte der Arena mit zahlenden Zuschauern gefüllt wurde. Als Crosby am 16. Oktober 2003 sein erstes Spiel in der LHJMQ im Halifax Metro Centre absolvierte, war das Stadion mit über 10.000 Zuschauern besetzt und lag weit über dem Zuschauerschnitt von rund 6.000 Besuchern.
In seinem ersten Spiel in der Québec Major Junior Hockey League schoss er drei Tore gegen die Rouyn-Noranda Huskies. Im November 2003 ging er bei den Subway Super Series (auch Canada-Russia Challenge), einem freundschaftlichen Eishockeyturnier, für eine kanadische Auswahlmannschaft der Canadian Hockey League aufs Eis, die auf eine russische Juniorenauswahl traf. Crosby entwickelte sich schnell zum Star der Liga und erhielt in den folgenden Monaten mehrere Auszeichnungen als Spieler der Woche bzw. des Monats, sowohl von der LHJMQ als auch von deren Dachverband Canadian Hockey League. In seiner ersten Saison 2003/04 erzielte er 54 Tore und 81 Assists in 59 Spielen. Seine 135 erzielten Punkte als Rookie sind die drittmeisten in der Geschichte der Liga. Die LHJMQ und die CHL zeichneten ihn darauf als besten Scorer, besten Rookie und besten Spieler des Jahres aus. Nie zuvor gewann ein Spieler der LHJMQ alle drei Auszeichnungen in seinem ersten Jahr. Außerdem wurde Crosby als Persönlichkeit des Jahres der Canadian Hockey League mit der Trophée Paul Dumont ausgezeichnet.
Im Sommer 2004 erhielt Crosby ein Drei-Jahresangebot über 7,5 Millionen US-Dollar von Hamilton aus der damals noch in Planung befindlichen World Hockey Association 2. Crosby lehnte das Angebot ab und die Liga nahm schlussendlich nie den Spielbetrieb auf. Die Aufmerksamkeit der Journalisten und Talentspäher nahm im Herbst 2004 deutlich zu, da Crosby in der Rangliste der talentiertesten Nachwuchsspieler für den NHL Entry Draft 2005 den ersten Platz belegte. Wayne Gretzky, der als bislang bester NHL-Spieler gilt, sagte, er traue Crosby zu, seine Rekorde zu brechen. Fortan wurde Crosby immer wieder mit den besten Eishockeyspielern, vor allem mit Gretzky und Mario Lemieux, verglichen. Crosby erfüllte die hohen Erwartungen, steigerte sich in der LHJMQ noch einmal im Vergleich zum Vorjahr und erzielte in der Spielzeit 2004/05 in 62 Partien der regulären Saison 66 Tore und 102 Assists. Gemeinsam mit seinem Sturmpartnern Dany Roussin und Marc-Antoine Pouliot bildete er die stärkste Angriffsformation der Liga, die maßgeblich am erfolgreichen Abschneiden der Océanic de Rimouski beteiligt war. In den Playoffs führte er die Océanic de Rimouski zum Gewinn der Meisterschaft und nahm mit dem Team am Memorial Cup teil, wo es im Finale den London Knights unterlag. Wie im Vorjahr zeichneten ihn die LHJMQ und die CHL als wertvollsten Spieler und besten Scorer aus. Zudem erhielt er die Trophäe als Playoff-MVP der LHJMQ.
Im September 2019 wurde seine Rückennummer 87 von den Océanic de Rimouskic dauerhaft gesperrt. Im Verlauf der Saison 2020/21 wurde die Nummer 87 von der LHJMQ ligaweit gesperrt.

### Anfänge in der National Hockey League (2005 bis 2006)

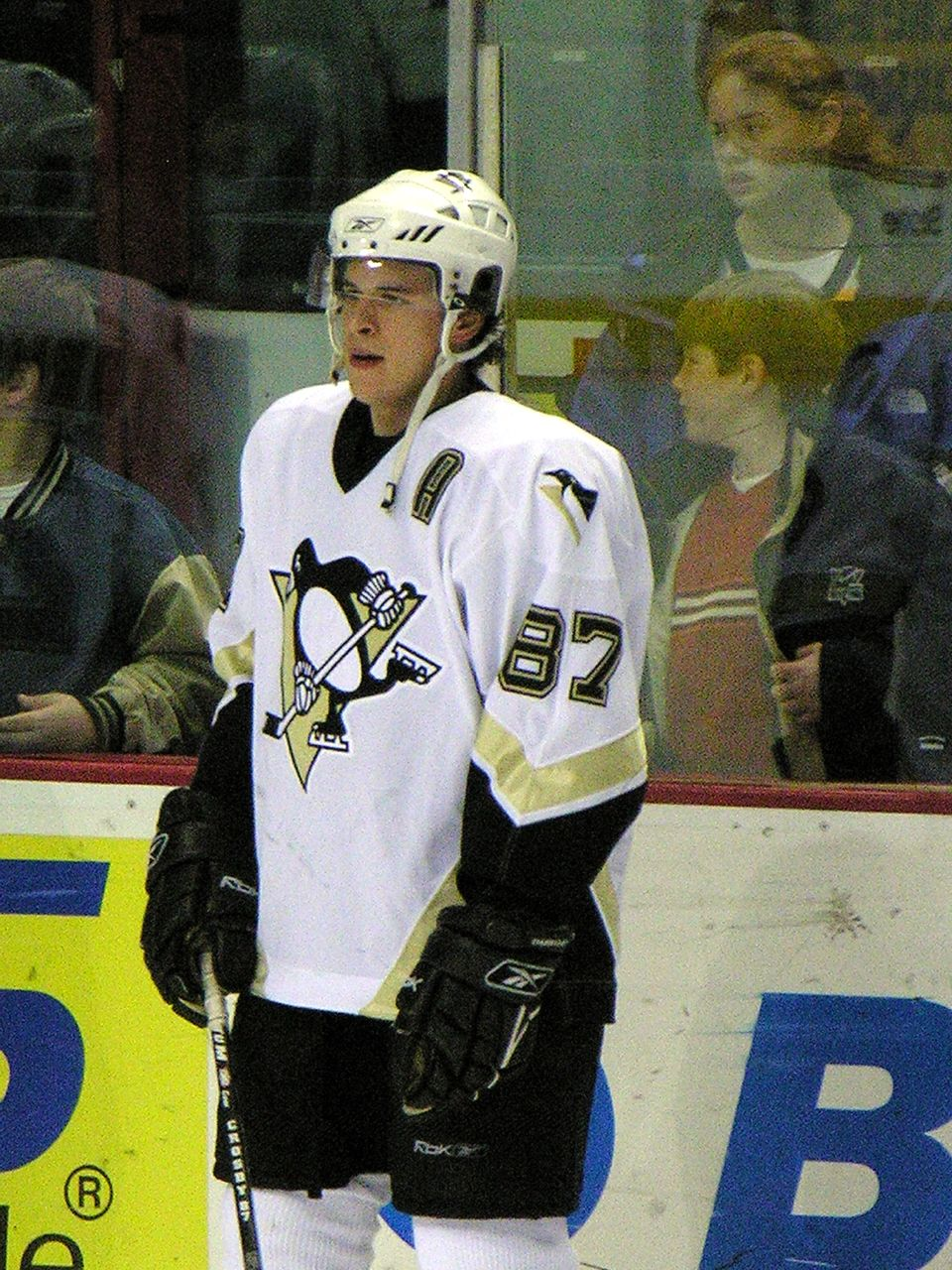
Crosby im Trikot der Pittsburgh Penguins

Sidney Crosby wurde während der gesamten Saison auf dem ersten Platz der talentiertesten Spieler für den NHL Entry Draft 2005 geführt. Er galt als verheißungsvollster Akteur seit Mario Lemieux, der 1984 von den Pittsburgh Penguins gewählt worden war und als einer der besten Eishockeyspieler aller Zeiten gilt. Die Draftlotterie, in der auf Grund des Ausfalls der Saison 2004/05 alle Teams die Chance auf das erste Wahlrecht hatten, wurde scherzhaft in „Sidney Crosby-Lotterie“ umbenannt, da es als sicher galt, dass Crosby an erster Stelle ausgewählt wird. Die Pittsburgh Penguins gewannen die Lotterie und wählten am 30. Juli 2005 erwartungsgemäß den damals 17-jährigen Kanadier an erster Stelle im NHL Entry Draft.
Er schaffte den direkten Sprung in den NHL-Kader der Penguins und spielte dort an der Seite von Mario Lemieux, der zugleich Besitzer des Franchise war, allerdings im Januar 2006 seine Karriere beendete, nachdem ihm wenige Wochen zuvor eine Herzrhythmusstörung diagnostiziert worden war. In seinem ersten Spiel steuerte Crosby einen Assist bei. Im Oktober 2005 wurde er zum ersten und einzigen Male in seiner Karriere zum NHL-Rookie des Monats gewählt. Die ersten Monate verliefen erfolglos für die Mannschaft, sodass am 15. Dezember der Trainer gewechselt wurde. Der neue Trainer Michel Therrien ernannte Crosby bald zum Alternativ-Kapitän der Penguins. Der Erfolg für die Mannschaft blieb vorerst aus und die Penguins verpassten die Playoffs. Sidney Crosby beendete die Saison 2005/06 als sechstbester Scorer der NHL mit 102 Punkten und brach somit den Franchise-Rekord als Rookie mit den meisten Punkten, den bisher Lemieux innegehabt hatte. Zudem war er der jüngste Spieler in der NHL-Geschichte, der die Marke von 100 Scorerpunkten erreichte.
Nach Saisonende wurde er ins NHL All-Rookie Team, eine Auswahlmannschaft der besten Neuprofis, zusammengestellt durch die Professional Hockey Writers’ Association, gewählt. Crosby war auch für die Calder Memorial Trophy als bester Liganeuling des Jahres nominiert, die Trophäe gewann allerdings Alexander Owetschkin. Crosby musste trotz seiner guten Leistungen auch Kritik hinnehmen, vor allem von gegnerischen Spielern und Trainern, die kritisierten, dass sich Crosby zu oft bei den Schiedsrichtern über Entscheidungen beschweren würde. Zudem hatten lediglich zwei Spieler der Penguins mehr Strafminuten erhalten als Crosby, der 110 Minuten auf der Strafbank verbrachte.

### Erfolge mit den Pittsburgh Penguins (seit 2006)

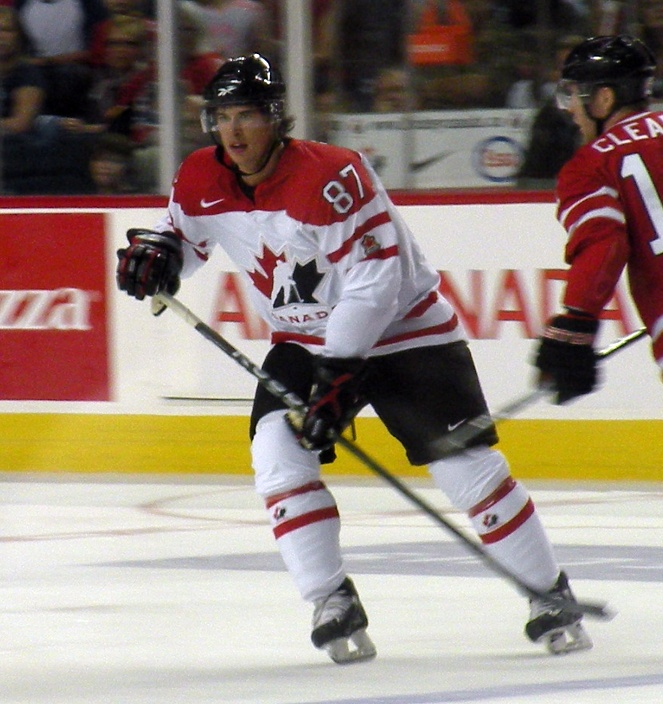
Crosby im Trikot der kanadischen Nationalmannschaft

In seiner zweiten NHL-Saison setzte er seine guten Leistungen fort und erzielte am 28. Oktober 2006 seinen ersten Hattrick in einem 8:2-Sieg gegen die Philadelphia Flyers. Gegen die Flyers steuerte Crosby im Dezember 2006 ein Tor und fünf Torvorlagen zum 8:4-Sieg bei, erzielte zum ersten Mal sechs Punkte in einem Spiel und übernahm die Führung in der Scorerwertung. Dies förderte erneut die Vergleiche zwischen Crosby und Wayne Gretzky, der als letzter Teenager die NHL in Punkten anführte. Im Januar 2007 wurde er erstmals für ein NHL All-Star Game nominiert, nachdem Crosby die meisten Anzahl Stimmen eines Spielers der gesamten Liga erhalten hatte. Wenige Zeit später wurde er in die Startformation der Eastern Conference gewählt, beim Spiel selber blieb er jedoch ohne Scorerpunkt. Am 2. März 2007 erzielte er im Spiel gegen die Carolina Hurricanes seinen 200. Scorerpunkt in der National Hockey League und wurde im Alter von 19 Jahren und 207 Tagen der jüngste Spieler in der Geschichte der Liga, der diesen Meilenstein erreichte.
Crosby verteidigte die Führung in der Scorerwertung der NHL bis zum Saisonende und wurde mit 120 Punkten der jüngste Gewinner der Art Ross Trophy als bester Scorer der Liga. Zudem führte er die Penguins erstmals seit 2001 wieder in die Playoffs, in denen sie in der ersten Runde an den Ottawa Senators scheiterten. Am 31. Mai 2007 wurde Crosby zum bis dato jüngsten Mannschaftskapitän der NHL-Geschichte ernannt. Diesen Rekord hielt er bis September 2012, ehe er von Colorado-Avalanche-Stürmer Gabriel Landeskog abgelöst wurde, der bei seiner Ernennung zum Mannschaftskapitän elf Tage jünger war. Bei der Verleihung der NHL Awards im Juni 2007 wurde Crosby als bislang jüngster Spieler mit dem Lester B. Pearson Award als bester Spieler und mit der Hart Memorial Trophy als wertvollster Spieler der Liga ausgezeichnet, als zweitjüngster Spieler nach Gretzky. Außerdem wurde er ins NHL First All-Star Team, eine Auswahlmannschaft der besten Spieler der Saison, gewählt.
Am 10. Juli 2007 verlängerte Crosby seinen Vertrag mit den Pittsburgh Penguins vorzeitig bis 2013, der ihm seit 2008/09 pro Saison 8,7 Millionen US-Dollar einbringt. Am 20. Dezember 2007 verbuchte er seinen ersten Gordie Howe Hattrick, als er im Spiel gegen die Boston Bruins jeweils ein Tor, eine Vorlage und einen Kampf, der mindestens mit einer fünfminütigen Zeitstrafe belegt wird, erreichte. In diesem Spiel, seinem 194. in der NHL, lieferte sich Crosby einen Kampf mit Bostons Verteidiger Andrew Ference.
In der Saison 2007/08 scheiterte Crosby mit den Pittsburgh Penguins im Finale an den Detroit Red Wings mit 2:4-Siegen. Am 1. Januar 2008 absolvierte er sein erstes NHL Winter Classic, ein Freiluft-Eishockeyspiel, in der Begegnung gegen die Buffalo Sabres, das zum ersten Mal in der Geschichte der Liga in den Vereinigten Staaten ausgetragen wurde. In dieser Saison wurde er zum zweiten Mal in seiner Laufbahn für das NHL All-Star Game nominiert. Wenige Tage vor dem Spiel zog sich Crosby eine Knöchelverstauchung zu und verpasste den Event. Am 4. März 2008 kehrte er nach seiner Wiedergenesung aufs Eis zurück. Im gleichen Jahr wurde Crosby für seine Verdienste um den Eishockeysport der Order of Nova Scotia verliehen.

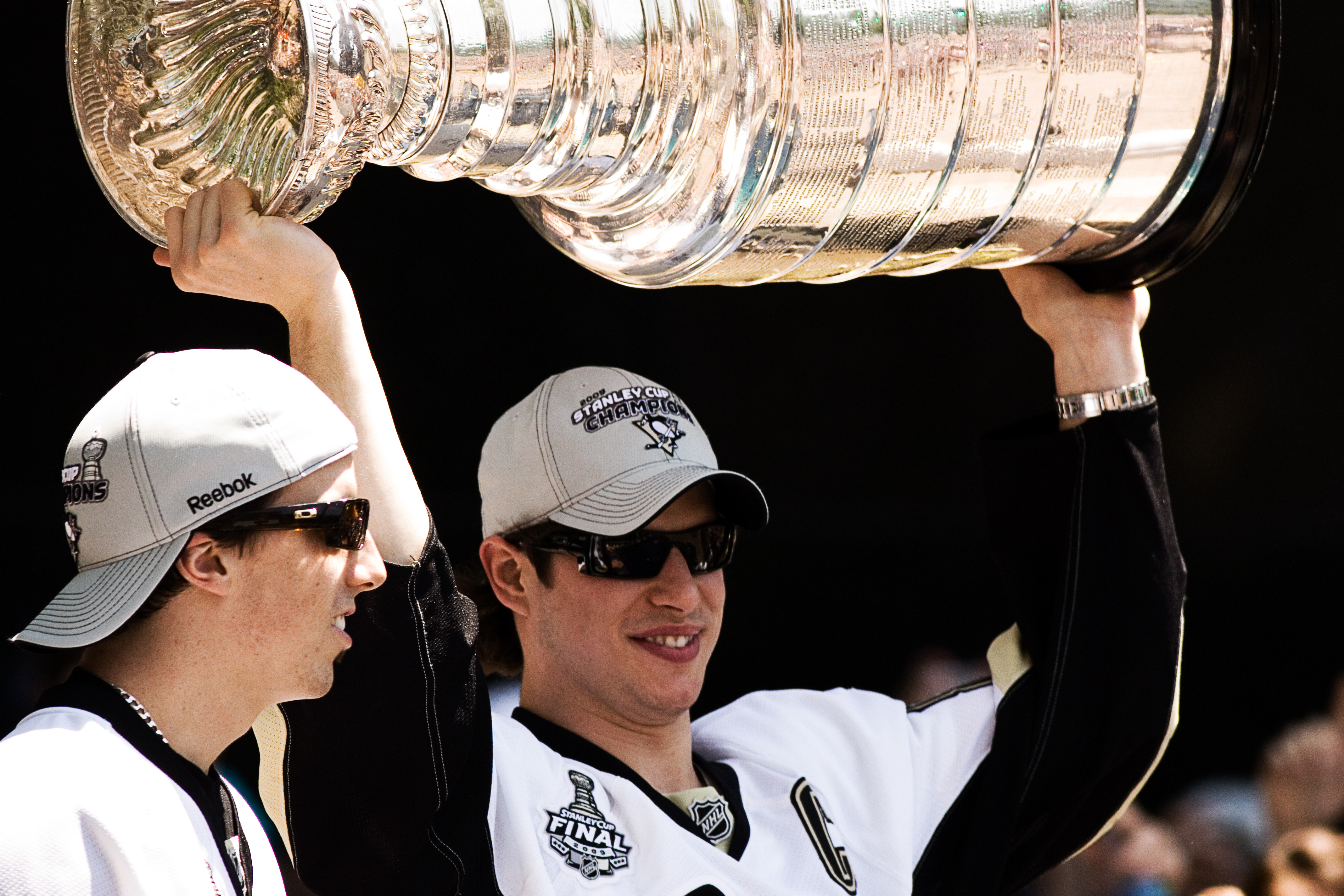
Crosby gemeinsam mit Marc-André Fleury (links) bei der Stanley-Cup-Parade der Pittsburgh Penguins

In der Saison 2008/09 erreichte Crosby mit den Penguins erneut die Playoffs. In dieser Saison wurde er zum dritten Mal in seiner Laufbahn für das NHL All-Star Game nominiert. Bei der Fanwahl der Startformationen hatte Crosby mit über 1,7 Millionen Stimmen eine Rekordmarke erreicht. Aufgrund einer Knieverletzung verpasste er zum zweiten Mal in Folge die Teilnahme an der Veranstaltung. Am 4. Mai 2009 erzielte Crosby im zweiten Spiel der Conference-Halbfinals gegen die Washington Capitals erstmals in seiner Laufbahn drei Tore in einem Playoffspiel. Nachdem die Washington Capitals in sieben Begegnungen bezwungen wurden, setzte sich die Mannschaft eine Runde später in vier Spielen gegen die Carolina Hurricanes durch und erreichte erneut die Finalspiele um den Stanley Cup. Die Detroit Red Wings gewannen die ersten beiden Spiele der Serie, in denen Crosby wenige Akzente setzte und punktlos blieb. Die folgenden beiden Begegnungen entschieden die Penguins für sich und glichen in der Serie zum 2:2 aus. Nachdem die Mannschaft aus Pittsburgh die fünfte Begegnung in der Joe Louis Arena mit 0:5 verloren hatte, wahrten die Penguins durch einen Sieg im sechsten Spiel ihre Titelchancen, ehe sie auch das siebte Spiel gewannen. In diesem Spiel verletzte sich Crosby am Knie, da er im zweiten Drittel von Johan Franzén entlang der Bande gecheckt wurde. Im letzten Drittel kam er noch zu einem Kurzeinsatz, ehe das Spiel nach Ablauf der regulären Spielzeit endete und die Mannschaft aus Pittsburgh die Trophäe gewann. NHL-Commissioner Gary Bettman übergab ihm nach Spielende den Stanley Cup und Crosby wurde im Alter von 21 Jahren der jüngste Mannschaftskapitän der Liga, der den Stanley Cup gewann.
Auch im Jahr darauf gehörten die Penguins mit Crosby zu den Titelkandidaten. Am 8. April 2010 erzielte er seinen 500. Punkt in der National Hockey League im letzten Heimspiel der regulären Saison in der Mellon Arena. Crosby war mit einem Alter von 22 Jahren und 244 Tagen der drittjüngste Spieler in der Historie der Liga, der diesen Meilenstein erreichte. Lediglich Wayne Gretzky und Mario Lemieux waren jünger. In der zweiten Playoffrunde scheiterte er mit den Penguins an den Montréal Canadiens. Nach der Saison 2009/10 gewann er erstmals in seiner Karriere die Maurice Richard Trophy als bester Torschütze der regulären Saison. Crosby beendete die Saison mit 51 Toren und lag gleichauf mit Steven Stamkos von der Tampa Bay Lightning, der ebenfalls dieselbe Trophäe erhielt. Außerdem wurde Crosby mit dem Mark Messier Leadership Award als Person mit hervorragenden Führungsqualitäten geehrt.
Während der Saison 2010/11 gelang es Crosby vom 3. November 2010 25 Spiele in Folge mindestens einen Scorerpunkt zu erzielen, ehe er am 29. Dezember bei einer 1:2-Niederlage gegen die New York Islanders punktlos blieb. Während dieser Zeit erzielte er 50 Scorerpunkte. Am 27. November 2010 gelang Crosby in einem Spiel gegen die Calgary Flames ein Hattrick und erreichte einen persönlichen Meilenstein von 200 NHL-Toren. Eine längere Serie hatte zuletzt der Schwede Mats Sundin in der Saison 1992/93, als er in 30 NHL-Spielen in Folge mindestens einen Punkt erzielt hatte. Crosby wurde als einer von sechs Spielern durch eine Fanwahl im Januar 2011 für das NHL All-Star Game nominiert. Da er nach einer Gehirnerschütterung, die er zum Jahresbeginn 2011 beim NHL Winter Classic erlitten hatte, noch Nachwirkungen verspürte, verpasste er die Veranstaltung. Die Spätfolgen der Gehirnerschütterung setzten ihn schließlich bis zum Saisonende außer Gefecht, auch in den Playoffs war Crosby nicht imstande ins Spielgeschehen einzugreifen, obwohl er Mitte März 2011 zum Training aufs Eis zurückgekehrt war. Sein Comeback gab der Stürmer schließlich am 21. November 2011 in einem Heimspiel gegen die New York Islanders, in dem er gleich zwei Tore und zwei Assists verbuchte.
Dennoch verlief die Saison 2011/12 für den Stürmer weniger erfolgreich, da Mitte Dezember 2011 bei einer Kollision mit Boston-Bruins-Stürmer David Krejčí erneut Symptome einer Gehirnerschütterung auftraten. Diese ließen den Angreifer abermals für zahlreiche Partien vom Ligabetrieb ausfallen. Nachdem er 40 NHL-Spiele verletzungsbedingt verpasst hatte, kehrte Crosby am 15. März 2012 im Auswärtsspiel bei den New York Rangers in die Formation der Pittsburgh Penguins zurück. Die reguläre Saison 2011/12 beendete er mit lediglich 22 Einsätzen, in denen der Center acht Tore und 29 Torvorlagen beisteuerte. Außerdem erreichte der Kanadier im Verlauf der Spielzeit die Marke von 600 Scorerpunkten in der Regular Season. Dies gelang ihm als insgesamt siebtjüngster Akteur der Ligahistorie und als jüngster seit 1994, als Pierre Turgeon im Dress der New York Islanders diesen Meilenstein erzielte. Im Juni 2012 unterzeichnete Crosby einen neuen Vertrag mit den Pittsburgh Penguins mit zwölf Jahren Laufzeit, der ihm in diesem Zeitraum ein Gehalt von insgesamt 104,4 Millionen US-Dollar zusichert. Das jährliche Durchschnittsgehalt beläuft sich auf 8,7 Millionen US-Dollar.
Die Saison 2012/13 begann aufgrund des Lockouts erst verspätet und mit einem reduzierten Spielplan am 19. Januar 2013. Crosby startete stark in die Saison und konnte sich somit früh an die Spitze der Scorerliste setzen. Seine Führung konnte er im Verlauf der Saison weiter ausbauen. Am 30. März wurde er bei einem Heimspiel von einem Schlagschuss seines Teamkollegen Brooks Orpik im Gesicht getroffen. Er verlor mehrere Zähne und musste aufgrund eines Kieferbruches noch am selben Abend operiert werden. Damit war seine reguläre Saison vorzeitig beendet und er belegte den 4. Platz der Scorerliste mit 56 Punkten (15 Tore und 41 Assists).
Trotz Crosbys Verletzung konnten die Pittsburgh Penguins ihre reguläre Spielzeit erfolgreich beenden und starteten als topgesetztes Team der Eastern Conference in die Playoffs. Crosby konnte am Anfang der Playoffs wieder zum Team dazustoßen und so wurden die ersten beiden Serien gegen die New York Islanders sowie die Ottawa Senators gewonnen. Im Conferencefinale verloren die Pittsburgh Penguins aber ihre Serie klar 0:4 gegen die Boston Bruins, die mit Tuukka Rask einen überragenden Torhüter hatten. Crosby gelang gegen die Bruins kein einziger Scorerpunkt.
Nachdem Crosby in den letzten drei Spielzeiten aufgrund diverser Verletzungen sowie des Lockouts viele Spiele verpasst hatte, konnte er die Saison 2013/14 nahezu komplett durchspielen. Am Ende der regulären Saison standen für ihn 104 Punkte (36 Tore und 68 Assists) zu Buche, wodurch er zum zweiten Mal in seiner Karriere die Art Ross Trophy als bester Scorer der Liga gewinnen konnte. Bei der NHL-Award-Verleihung gewann Crosby zum zweiten Mal die Hart Trophy als wertvollster Spieler. Zudem wurde ihm nach 2007 und 2013 sein dritter Ted Lindsay Award als bester Spieler laut Spielergewerkschaft verliehen.
In der Saison 2015/16 gewann Crosby zum zweiten Mal den Stanley Cup mit den Penguins. Zudem wurde er als wertvollster Spieler der Playoffs mit der Conn Smythe Trophy ausgezeichnet. Im Februar 2017 gelang dem Kanadier der 1000. Scorerpunkt in der NHL, womit er nach Lemieux und Jaromír Jágr zum dritten Spieler der Franchise-Geschichte wurde, der diese Marke ausschließlich im Trikot der Penguins erreichte. Ferner erreichte Crosby diesen Meilenstein im 757. Karrierespiel. Nur elf Spieler in der NHL-Geschichte und kein Akteur seiner Generation benötigten weniger Einsätze und erreichten die 1000 Punkte schneller. Am Ende der Saison 2016/17 verteidigte der Kanadier mit den Penguins nicht nur den Stanley Cup und gewann ihn somit ein drittes Mal, sondern auch die Conn Smythe Trophy. Dies war zuletzt Mario Lemieux in den Jahren 1991 und 1992 gelungen. Außerdem war Crosby damit der dritte Spieler der NHL-Geschichte nach Philadelphias Bernie Parent (1974, 1975) und Pittsburghs Mario Lemieux (1991, 1992) der zweimal in Folge als wertvollster Spieler der Endrunde ausgezeichnet wurde.
Am 11. Februar 2018 erzielte Crosby sein 400. Karrieretor in der regulären Saison. Dies gelang ihm als 95. Spieler der NHL-Geschichte. Von den aktiven Spielern hatten zu diesem Zeitpunkt lediglich Alexander Owetschkin (590), Patrick Marleau (526), Marián Hossa (525), Rick Nash (433) und Marián Gáborík (403) mehr Tore erzielt.
Im Verlauf der Spielzeit 2018/19 bestritt Crosby sein 916. Spiel der regulären Saison im Trikot der Penguins und ist seither alleiniger Rekordspieler seines Teams. Er überholte dabei Mario Lemieux (915). Im Februar 2021 folgte seine 1000. NHL-Partie für Pittsburgh, bevor er im Februar 2022 auch den Meilenstein von 500 NHL-Toren erreichte. Ende Dezember 2022 wurde er im Rang eines Officer in den Order of Canada berufen.
Am 8. April 2023 erzielte Crosby im Spiel gegen die Detroit Red Wings drei Scorerpunkte und erreichte dadurch in seinem insgesamt 1188. NHL-Spiel der regulären Saison den Meilenstein von 1500 Scorerpunkten (550 Tore und 950 Torvorlagen), dies gelang ihm als erst 15. Spieler der NHL-Geschichte. In der Saison 2022/23 verpasste Crosby mit den Pittsburgh Penguins erstmals seit 2006 die Playoffs.
Ein weiterer Meilenstein gelang dem Kanadier am 11. April 2024, als er im Spiel gegen die Detroit Red Wings drei Scorerpunkte und seine insgesamt 1000. Torvorlage in seiner NHL-Karriere verbuchte. Crosby wurde somit zum erst 14. Spieler der NHL-Geschichte mit mindestens 1000 Torvorlagen in der regulären Saison. Im selben Spiel überholte er mit seinem 1591. Karrierepunkt außerdem Phil Esposito (1590) und wurde somit alleiniger zehnter in der „ewigen“ Topscorerliste. Crosby, der in der Saison 2023/24 in allen 82 Spielen der regulären Saison zum Einsatz gekommen war, verpasste mit den Penguins zum zweiten Mal in Folge die Playoffs, obwohl er eine persönlich sehr gute Spielzeit mit 94 Scorerpunkten bestritten hatte. Außerdem zählte er mit 58,2 Prozent gewonnenen Bullys im Spieljahr 2023/24 zu den zehn besten Spielern der gesamten NHL. Am 16. Oktober 2024 verbuchte Crosby seinen 1600. Scorerpunkt in der regulären Saison, was ihm als erst zehnten Spieler der NHL-Geschichte gelang. Außerdem verzeichnete er in der Saison 2024/25 seinen 1034. Assist, sodass er seither bester Torvorbereiter in der Geschichte der Penguins ist und dabei Mario Lemieux (1033) übertraf.

### International
Im August 2003 nahm Crosby mit der kanadischen U18-Nationalmannschaft am Nations Cup, heute bekannt als Ivan Hlinka Memorial Tournament, teil. Crosby beendete das Turnier mit der Mannschaft auf dem vierten Platz. Mit sechs Punkten in fünf Spielen war er der beste Scorer der kanadischen Mannschaft. Während der Saison 2003/04 nahm er erstmals an der Juniorenweltmeisterschaft mit dem kanadischen U20-Team teil. Die Auswahl gewann die Silbermedaille und Crosby erzielte als zweitjüngster Spieler in der Geschichte der U20-Junioren-WM ein Tor. Im Januar 2005 gewann er mit der kanadischen U20-Nationalmannschaft die Goldmedaille bei der Juniorenweltmeisterschaft. Im Dezember 2005 fand Crosby keine Berücksichtigung für die Aufnahme in den Kader der kanadischen Nationalmannschaft für die Olympischen Winterspiele 2006 in Turin. Bis zu diesem Zeitpunkt hatte er in der Saison 2005/06 in 31 NHL-Spielen ebenso viele Punkte erzielt und war zuvor von Gretzky als „gewaltig für das Spiel“ bezeichnet worden. Crosby zeigte sich enttäuscht von dieser Entscheidung, erklärte jedoch, dass er die Nicht-Berücksichtigung nachvollziehen kann, da Kanada über zahlreiche hervorragende Eishockeyspieler verfüge und ein „All-Star-Team“ aufbieten könnte.

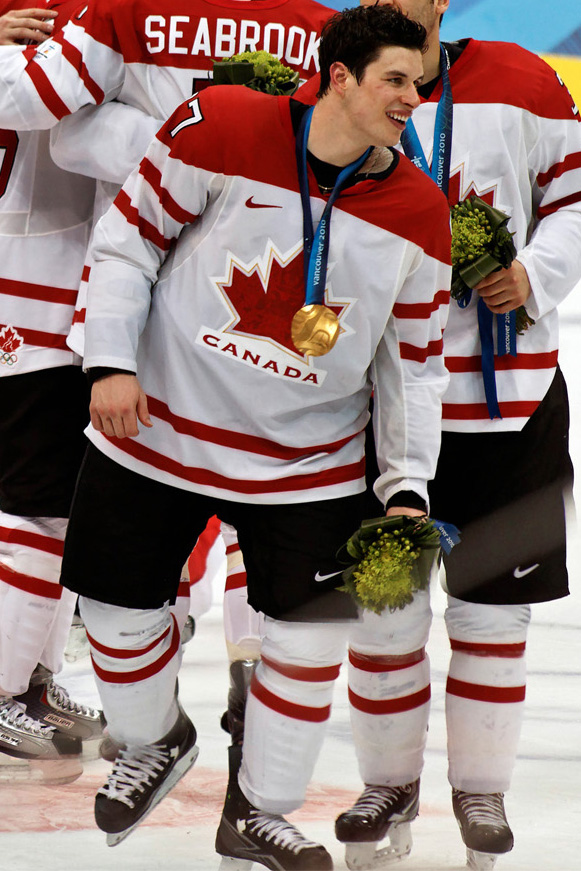
Crosby nach dem Gewinn der Goldmedaille bei den Olympischen Winterspielen 2010

Nach dem frühzeitigen Ausscheiden der Pittsburgh Penguins in der Saison 2005/06 nahm Crosby mit der kanadischen Nationalmannschaft an der Eishockey-Weltmeisterschaft 2006 teil. In der Funktion des Assistenzkapitäns war er einer der Führungsspieler und erreichte mit dem kanadischen Nationalteam den vierten Platz. Er selbst war mit acht Toren und acht Assists bester Scorer der Weltmeisterschaft und der jüngste Spieler, dem dies jemals gelang. Außerdem wurde er ins All-Star-Team der Weltmeisterschaft gewählt sowie als bester Stürmer des Turniers ausgezeichnet. Anstatt bei der Eishockey-Weltmeisterschaft 2007 für die kanadische Nationalmannschaft aufzulaufen, musste Crosby aufgrund einer Fußverletzung aussetzen und verpasste dadurch die Teilnahme am Turnier. Das Team Kanada gewann ohne ihn die Goldmedaille mit einem Sieg im Finale gegen Finnland.
Bei den Olympischen Winterspielen 2010 erzielte Crosby, der als Assistenzkapitän auflief, im Finale gegen die USA das entscheidende Tor in der Overtime zum 3:2-Sieg und führte das Team Kanada somit zu olympischem Gold. Nach dem Scheitern in den Playoffs wurde Crosby in den Kader der kanadischen Nationalmannschaft für die im Mai 2010 in Deutschland ausgetragene Eishockey-Weltmeisterschaft berufen, um den verletzten Ryan Smyth zu ersetzen. Er lehnte die Teilnahme am Turnier jedoch ab, da Crosby nach eigener Aussage in den vorigen zwei Jahren viele Begegnungen bestritten hatte und Erholung benötigte.
Für die Olympischen Winterspiele 2014 wurde Crosby als Mannschaftskapitän der Ahornblätter bestimmt und sollte als Führungsspieler die Kanadier zu olympischem Gold führen. Damit wirkte der Stürmer erstmals in seiner Laufbahn in der Funktion des Mannschaftsführers mit, nachdem er zuvor zwei Mal (WM 2006 und Olympia 2010) als Assistent aufgelaufen war. Crosby wurde dadurch der dritte Spieler in der Historie der Pittsburgh Penguins nach Mario Lemieux und Dave Tippett, der Kanadas Olympiamannschaft anführte. Nachdem Crosby beim Turnier zunächst fünf Partien ohne Torerfolg geblieben war und lediglich zwei Torvorlagen erzielt hatte, gelang dem Center im Finale gegen Schweden mit einem Solo der Treffer zum vorentscheidenden 2:0 für Kanada. Durch einen letztendlich klaren 3:0-Sieg über Schweden schaffte Kanada die Titelverteidigung.
Bei der Weltmeisterschaft 2015 gewann er mit der kanadischen Nationalmannschaft die Goldmedaille und wurde somit – durch Gewinn von Olympiagold und Stanley Cup – Mitglied des Triple Gold Clubs. Im September 2016 folgte diesem Erfolg auch der Gewinn der Goldmedaille beim World Cup of Hockey 2016.
Beim 4 Nations Face-Off 2025, welches die Kanadier mit Crosby als Mannschaftskapitän gewannen, erzielte er fünf Scorerpunkte in vier Partien. Beim ersten Gruppenspiel gegen Schweden gelangen dem Center drei Torvorlagen, unter anderem bereitete er den Siegtreffer durch Mitchell Marner in der Verlängerung vor. Nachdem er im zweiten Gruppenspiel punktlos geblieben war, traf Crosby im letzten Gruppenspiel gegen Finnland zum 5:3 für Kanada mit einem Treffer ins leere Tor. Das Finale gegen die Vereinigten Staaten gewannen die Ahornblätter mit 3:2 nach Verlängerung.

## Spielstil
Crosby spielt auf der Position des Centers und gilt gemeinhin als einer der weltweit besten Spieler auf seiner Position. Er beschreibt seine Leistungen wie folgt: „Mostly I'm just attacking and going to the net. It’s just about competing hard.“ (Sinngemäße Übersetzung: „Meistens greife ich bloß an und gehe in Richtung des Tores. Es geht nur darum, hart zu arbeiten.“) Seine Spielweise bezeichnet er als „aggressiv, um den Gegner zu Puckverlusten zu zwingen und Torgelegenheiten zu schaffen.“ Steve Yzerman beschreibt Crosby als vielseitigen Spieler, der seine Tore auf unterschiedliche Weise erzielt. Yzerman sieht Crosby als großes Vorbild für alle Nachwuchsspieler. Auch seine Stärke bei den Bullys nennt er als wertvolle Qualität. Seine Qualitäten beschreibt er wie folgt: „He’s always been a goal-scorer, but he’s added a wrist shot coming down the wing, a one-time on the power play. He’s just continually adding to it.“ (Sinngemäße Übersetzung: „Er war schon immer ein Torschütze, aber nun hat er seine Fähigkeiten um einen Handgelenkschuss ergänzt, wenn er über den Flügel angreift und einen One-Timer (Schlagschuss) im Powerplay. Er verbessert sich andauernd.“) Pittsburghs ehemaliger Cheftrainer Dan Bylsma lobt ihn als „hartarbeitenden Spieler, der versucht, jede Saison besser zu werden.“ Crosby betreibt täglich intensives Schusstraining mit dem Assistenztrainer Tony Granato.
Im September 2006 unterstrich Sportkommentator Kelly Hrudey, dass Wayne Gretzky zu Beginn seiner Laufbahn ebenfalls den Ruf als Nörgler innehatte und mit der Zeit lernte sein Temperament zu zügeln. Hrudey führte Crosbys Ausbrüche auf seine Unerfahrenheit und sein jugendliches Alter zurück.

## Erfolge und Auszeichnungen
| - 2002 Midget AAA National Championships Tournament MVP Award - 2002 Midget AAA National Championships Top Scorer Award - 2004 Trophée Michel Brière - 2004 Trophée Jean Béliveau - 2004 Coupe RDS - 2004 Trophée Michel Bergeron - 2004 Trophée Paul Dumont - 2004 Telus Cup – Offensive - 2004 LHJMQ All-Rookie Team - 2004 LHJMQ First All-Star Team - 2005 Coupe-du-Président-Gewinn mit den Océanic de Rimouski - 2005 Trophée Michel Brière Memorial - 2005 Trophée Jean Béliveau - 2005 Trophée Michael Bossy - 2005 Trophée Paul Dumont - 2005 Trophée Guy Lafleur - 2005 Telus Cup – Offensive - 2005 LHJMQ First All-Star Team - 2004 CHL Rookie of the Year - 2004 CHL Player of the Year - 2004 CHL Top Scorer Award - 2005 CHL Player of the Year - 2005 CHL Top Scorer Award - 2005 CHL Top Draft Prospect Award - 2005 Ed Chynoweth Trophy - 2005 Memorial Cup All-Star Team | - 2005 NHL-Rookie des Monats Oktober - 2006 NHL All-Rookie Team - 2007 Mark Messier Leadership Award des Monats Januar - 2007 Teilnahme am NHL All-Star Game - 2007 Hart Memorial Trophy - 2007 Lester B. Pearson Award - 2007 Art Ross Trophy - 2007 NHL First All-Star Team - 2008 Teilnahme am NHL All-Star Game (verletzungsbedingte Absage) - 2009 Teilnahme am NHL All-Star Game (verletzungsbedingte Absage) - 2009 Stanley-Cup-Gewinn mit den Pittsburgh Penguins - 2010 NHL Second All-Star Team - 2010 Maurice ‚Rocket‘ Richard Trophy (gemeinsam mit Steven Stamkos) - 2010 Mark Messier Leadership Award - 2010 NHL-Spieler des Monats November - 2010 NHL-Spieler des Monats Dezember - 2011 Teilnahme am NHL All-Star Game (verletzungsbedingte Absage) - 2013 NHL-Spieler des Monats März - 2013 Ted Lindsay Award - 2013 NHL First All-Star Team - 2014 Art Ross Trophy - 2014 Ted Lindsay Award - 2014 Hart Memorial Trophy - 2014 NHL First All-Star Team - 2015 Teilnahme am NHL All-Star Game (verletzungsbedingte Absage) - 2015 NHL Second All-Star Team - 2016 NHL-Spieler des Monats März - 2016 Stanley-Cup-Gewinn mit den Pittsburgh Penguins - 2016 Conn Smythe Trophy - 2016 NHL First All-Star Team - 2017 Teilnahme am NHL All-Star Game - 2017 Maurice ‚Rocket‘ Richard Trophy - 2017 Stanley-Cup-Gewinn mit den Pittsburgh Penguins - 2017 Conn Smythe Trophy - 2017 NHL Second All-Star Team - 2018 Teilnahme am NHL All-Star Game - 2019 Teilnahme am NHL All-Star Game und Auszeichnung als MVP - 2019 NHL Second All-Star Team - 2021 NHL-Spieler des Monats März der East Division - 2023 Teilnahme am NHL All-Star Game - 2024 Teilnahme am NHL All-Star Game | - 2004 Silbermedaille bei der U20-Junioren-Weltmeisterschaft - 2005 Goldmedaille bei der U20-Junioren-Weltmeisterschaft - 2006 Topscorer der Weltmeisterschaft - 2006 Bester Torschütze der Weltmeisterschaft - 2006 Bester Stürmer der Weltmeisterschaft - 2006 All-Star-Team der Weltmeisterschaft - 2010 Goldmedaille bei den Olympischen Winterspielen - 2014 Goldmedaille bei den Olympischen Winterspielen - 2015 Goldmedaille bei der Weltmeisterschaft - 2016 Goldmedaille beim World Cup of Hockey - 2025 Gewinn des 4 Nations Face-Off - 2007 Lionel Conacher Award - 2007 Lou Marsh Trophy - 2008 Order of Nova Scotia - 2009 Lionel Conacher Award - 2009 Lou Marsh Trophy - 2015 Aufnahme in den Triple Gold Club - 2022 Officer des Order of Canada |

## Rekorde

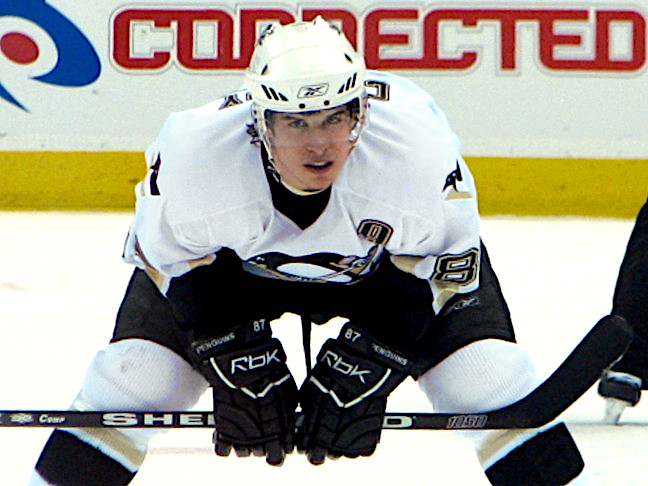
Crosby in den Playoffs 2007

- Jüngster Spieler der NHL-Geschichte, der die 100-Punkte-Marke erreichte (17. April 2006)[92]
- Jüngster Top-Scorer bei einer Weltmeisterschaft (5. bis 21. Mai 2006; Weltmeisterschaft 2006)[93]
- Jüngster Spieler der NHL-Geschichte mit sechs Punkten in einem Spiel (13. Dezember 2006)[94]
- Jüngster Spieler der NHL-Geschichte, der in seiner Karriere die 200-Punkte-Marke erreicht (2. März 2007)[95]
- Jüngster Spieler der NHL-Geschichte, dem zwei 100-Punkte-Saisons in Folge gelingen (10. März 2007)[96]
- Jüngster Gewinner der Art Ross Trophy als bester Scorer mit 19 Jahren und 8 Monaten (8. April 2007)[97]
- Jüngster Gewinner des Lester B. Pearson Award als bester Spieler der NHL (14. Juni 2007)[98]
- Jüngster Mannschaftskapitän, dessen Team den Stanley Cup gewann (2009)[99]

## Karrierestatistik

### National
Stand: Ende der Saison 2024/25

### International
Vertrat Kanada bei:
| - Nations Cup 2003 - U20-Junioren-Weltmeisterschaft 2004 - U20-Junioren-Weltmeisterschaft 2005 - Weltmeisterschaft 2006 - Olympischen Winterspielen 2010 | - Olympischen Winterspielen 2014 - Weltmeisterschaft 2015 - World Cup of Hockey 2016 - 4 Nations Face-Off 2025 - Weltmeisterschaft 2025 |

(Legende zur Spielerstatistik: Sp oder GP = absolvierte Spiele; T oder G = erzielte Tore; V oder A = erzielte Assists; Pkt oder Pts = erzielte Scorerpunkte; SM oder PIM = erhaltene Strafminuten; +/− = Plus/Minus-Bilanz; PP = erzielte Überzahltore; SH = erzielte Unterzahltore; GW = erzielte Siegtore; 1 Play-downs/Relegation; Kursiv: Statistik nicht vollständig)

## Persönliches
Sein Vater Troy Crosby spielte in der Québec Major Junior Hockey League auf der Position des Eishockeytorwarts und ging für die Junior de Verdun und Canadien junior de Verdun aufs Eis. Beim NHL Entry Draft 1984 wurde er in der zwölften Runde von den Montréal Canadiens ausgewählt. Im Gegensatz zu seinem Sohn schlug er im Anschluss keine Laufbahn als professioneller Eishockeyspieler ein.

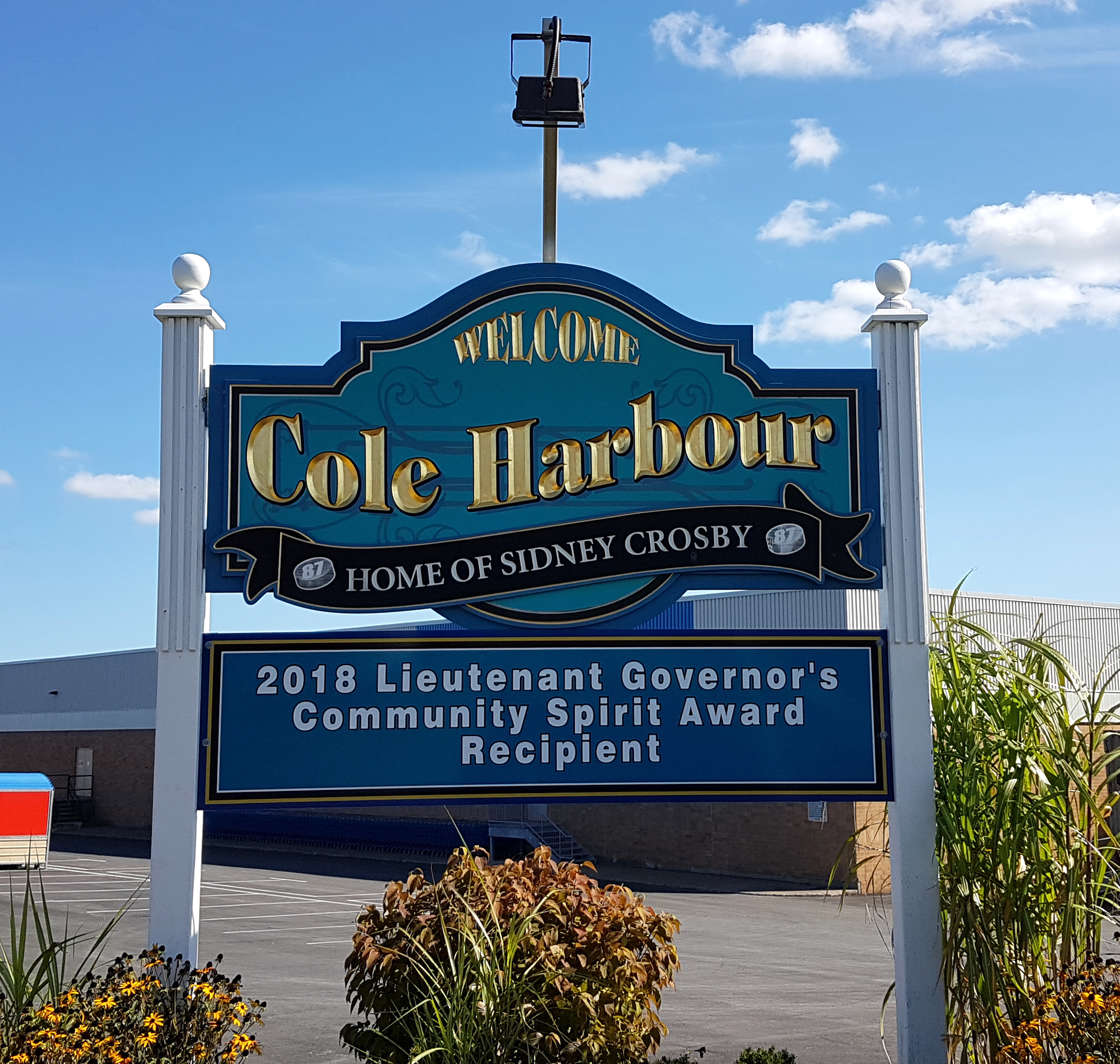
Stadtschild seiner Heimatstadt Cole Harbour mit der Aufschrift „Home of Sidney Crosby“

Im Mai 2006 unterschrieb Sidney Crosby einen Vertrag über drei Jahre mit den Werbepartnern Pepsi-QTG Canada und Frito Lay Canada. Pepsi hatte zuvor auch mit den ehemaligen Eishockeyspielern Mark Messier und Wayne Gretzky entsprechende Vertragsbeziehungen. 2007 wurde Crosby als einer der Kandidaten für die „100 einflussreichsten Persönlichkeiten des Jahres“ des Time Magazine nominiert. Für die Aufnahme in die Time 100 reichte es allerdings nicht.
Im Mai 2010 erwarb er ein Haus in der Umgebung von Pittsburgh. Zuvor hatte er seit Beginn der Saison 2005/06 gemeinsam mit seinem ehemaligen Mannschaftskameraden Mario Lemieux und dessen Familie während der Saison in einem Haus gewohnt.
Im Mai 2010 schloss er einen Werbevertrag mit dem Sportartikelhersteller Reebok im Wert von rund zehn Millionen US-Dollar über sieben Jahre ab. Das Unternehmen Reebok kreierte auch eine „SC87“-Kleidungslinie. Crosby hält auch Verträge mit Bell Canada, Tim Hortons und Gatorade.
Rund zwei Wochen nach den Olympischen Winterspielen 2010 spendete er die Olympia-Siegprämie seiner Stiftung, der Sidney Crosby Foundation. Die Stiftung entstand 2009 in Nova Scotia. Sie verpflichtet sich zur finanziellen Unterstützung von Wohltätigkeitsorganisationen und bietet finanzielle Unterstützung für örtliche Kinderschutzorganisationen. Im Februar 2011 spendete die National Hockey League Players’ Association Goals & Dreams in Verbindung mit Crosby und seiner Stiftung 87 Ausrüstungssätze an diverse Minor-League-Organisationen in Nova Scotia, um bedürftigen Kindern das Eishockeyspielen zu ermöglichen.
Bekannte Spitznamen Crosbys sind unter anderem The Next One, in Anlehnung an Wayne Gretzky, sowie „Sid the Kid“. Während seiner Juniorenzeit erzielte er in einem Freundschaftsspiel acht Punkte und erhielt von seinen damaligen Mannschaftskameraden den Nickname Darryl (nach Darryl Sittler), die diesen auf seine Handschuhe schrieben.